# Li Fuyu

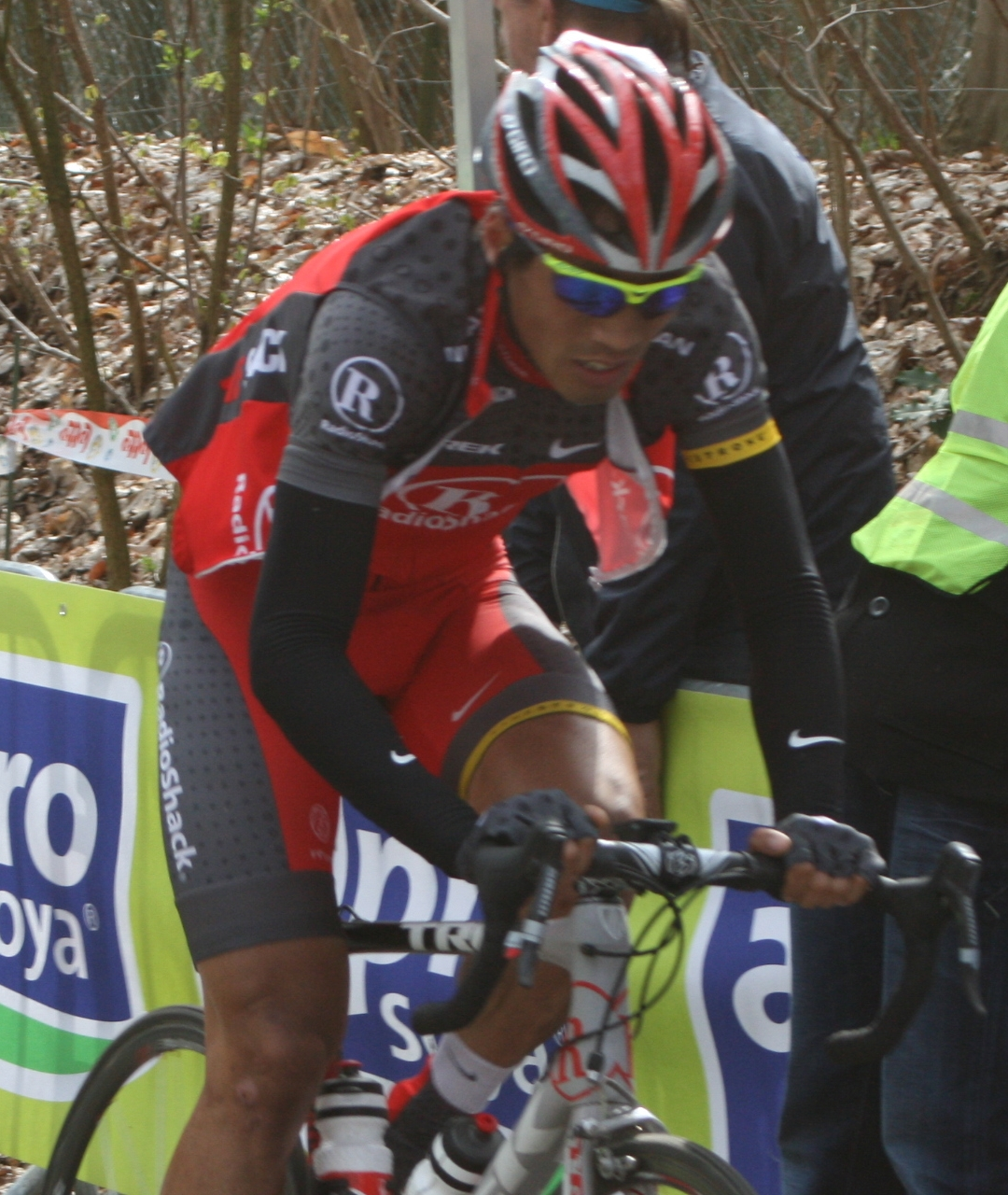
Li Fuyu bei Gent-Wevelgem, 2010

Li Fuyu (chinesisch 李富玉, Pinyin Lǐ Fùyù; * 9. Mai 1978 in der Provinz Shandong) ist ein ehemaliger chinesischer Radrennfahrer.
Li begann seine Karriere 2005 bei dem chinesischen UCI Continental Team Marco Polo Cycling. Bei der Tour of South China Sea wurde er Siebter in der Gesamtwertung. In seinem zweiten Jahr konnte der die Gesamtwertung der Tour of Thailand für sich entscheiden. Außerdem gewann er den Großen Westfalenpreis Dortmund.
In der Saison 2007 ging Li für das US-amerikanische UCI ProTeam Discovery Channel an den Start, ab 2008 fuhr er für Discovery Channel-Marco Polo. Zum Jahresbeginn 2010 wechselte er zum Team RadioShack. Er wurde von seinem Team nach Bekanntwerden eines positiven Dopingtest vom 23. März 2010 (Clenbuterol) anlässlich des Eintagesrennens Quer durch Flandern suspendiert und nach der positiven B-Probe entlassen. Vom Chinesischen Radsportverband wurde er für zwei Jahre gesperrt.
Seit 2014 ist er nicht mehr als Radrennfahrer aktiv, sondern als Sportlicher Leiter beim Hengxiang Cycling Team.

## Palmarès
2006
- Tour of Thailand

2008
- eine Etappe Jelajah Malaysia

2009
- Chinesischer Meister – Einzelzeitfahren

## Teams
- 2005–2006 Marco Polo Cycling Team
- 2007 Discovery Channel
- 2008 Trek-Marco Polo
- 2009 Trek-Marco Polo
- 2010 Team RadioShack
- 2012 Hengxiang Cycling Team
- 2013 Hengxiang Cycling Team